# Audi Q4 e-tron
Pour les articles homonymes, voir Audi e-tron (homonymie).
L'Audi Q4 e-tron est un SUV compact électrique produit par le constructeur automobile allemand Audi à partir de 2021. Il est préfiguré par l'Audi Q4 e-tron Concept présenté au salon international de l'automobile de Genève 2019.

## Présentation

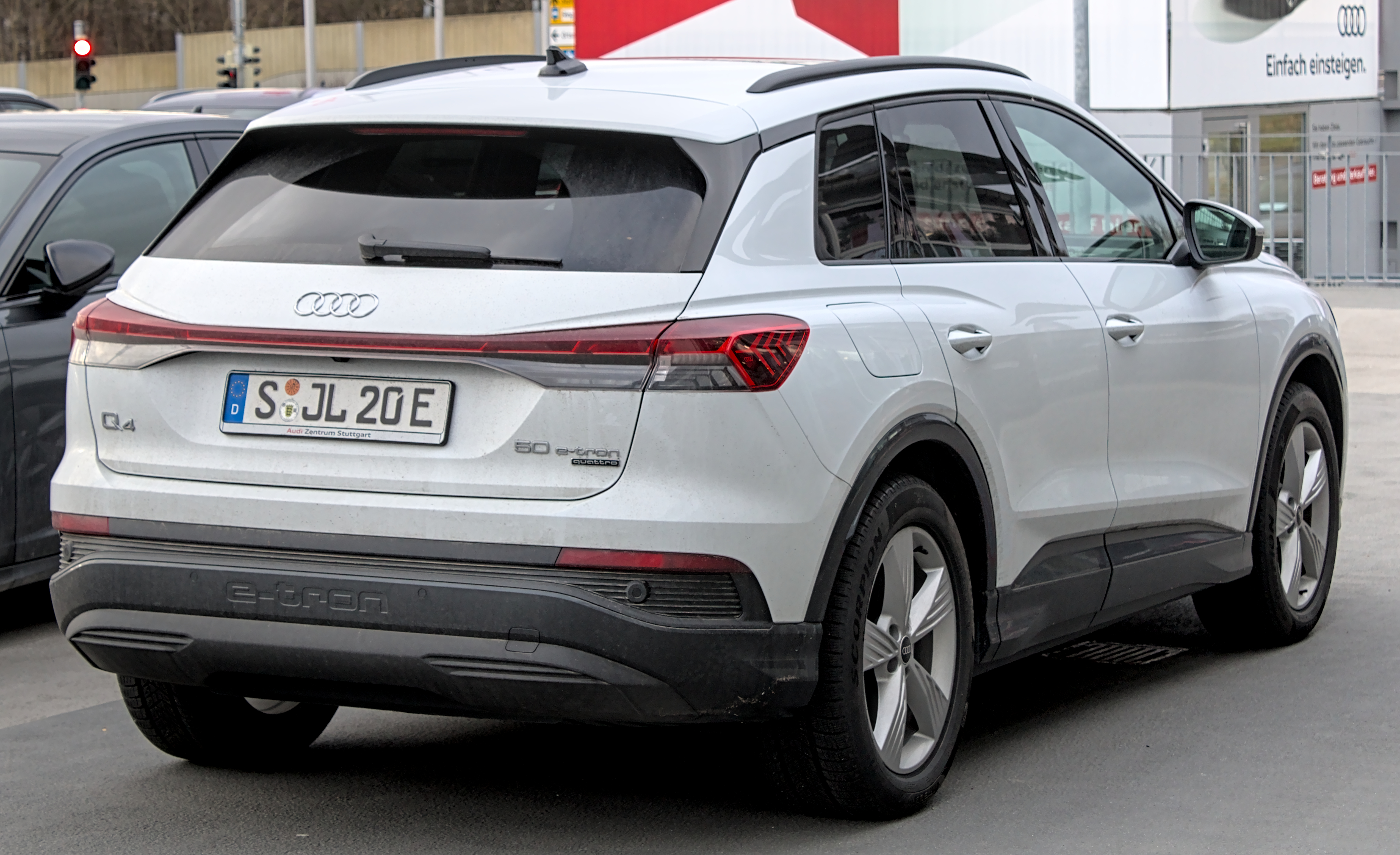
Vue arrière

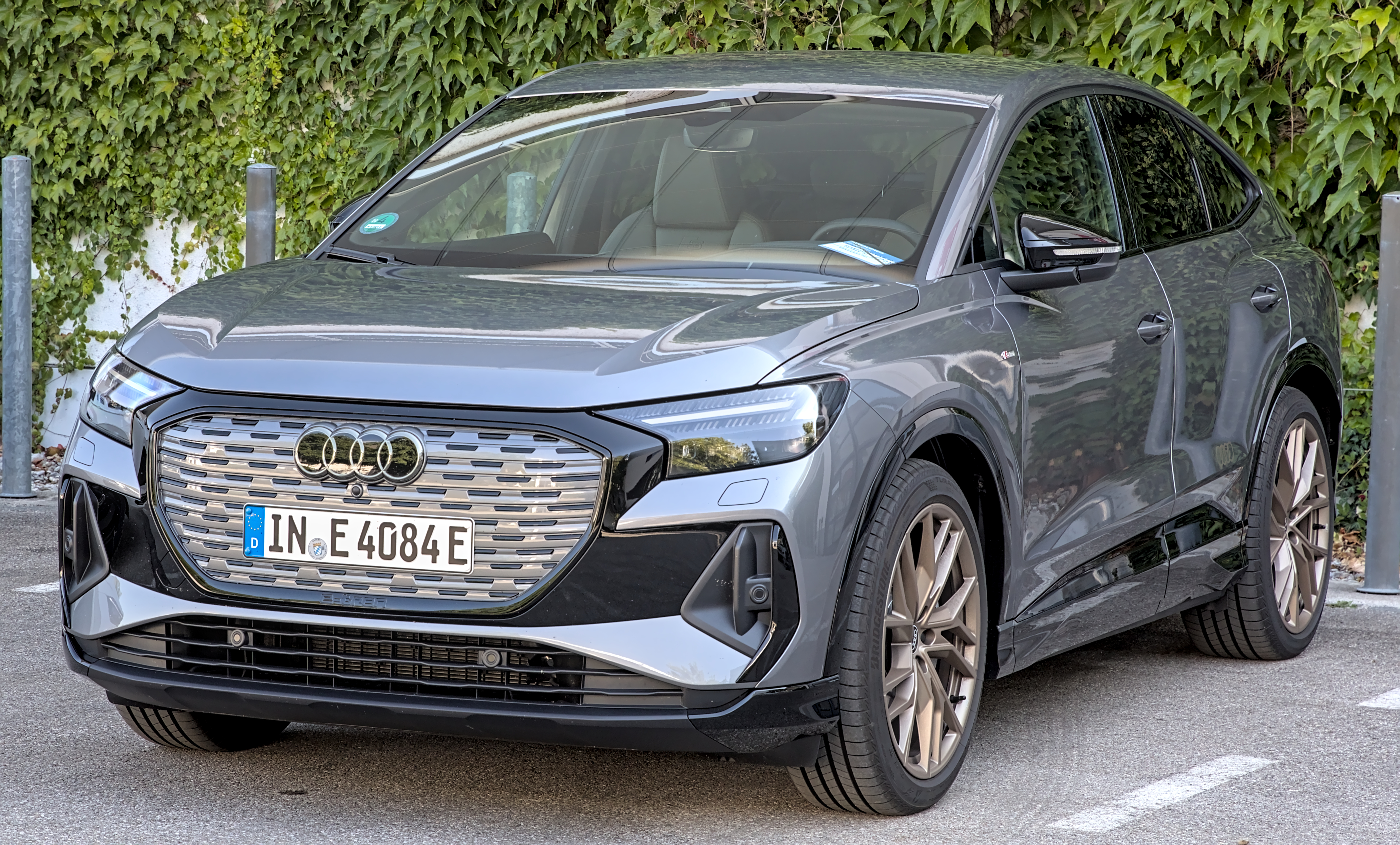
Audi Q4 Sportback e-tron

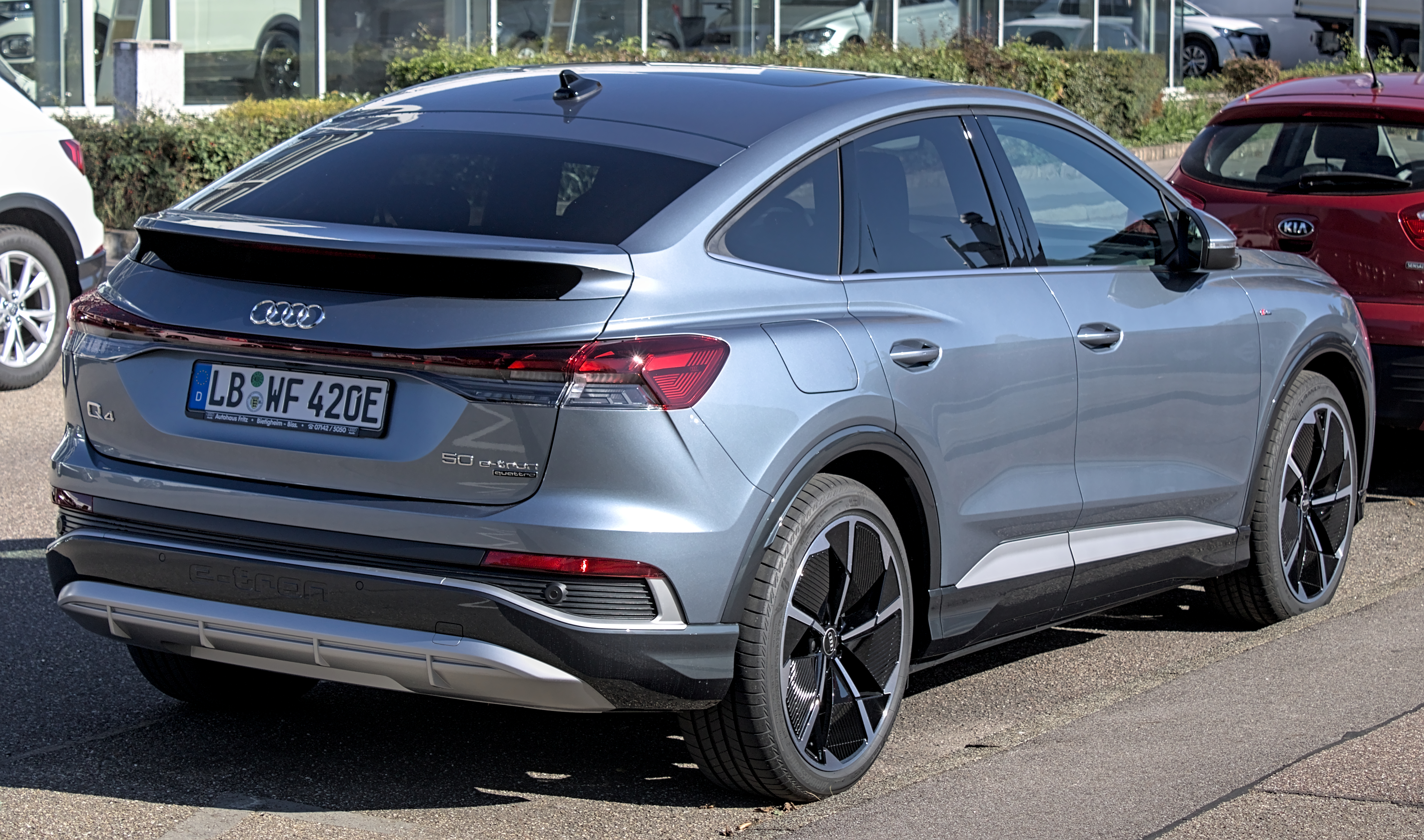
Vue arrière

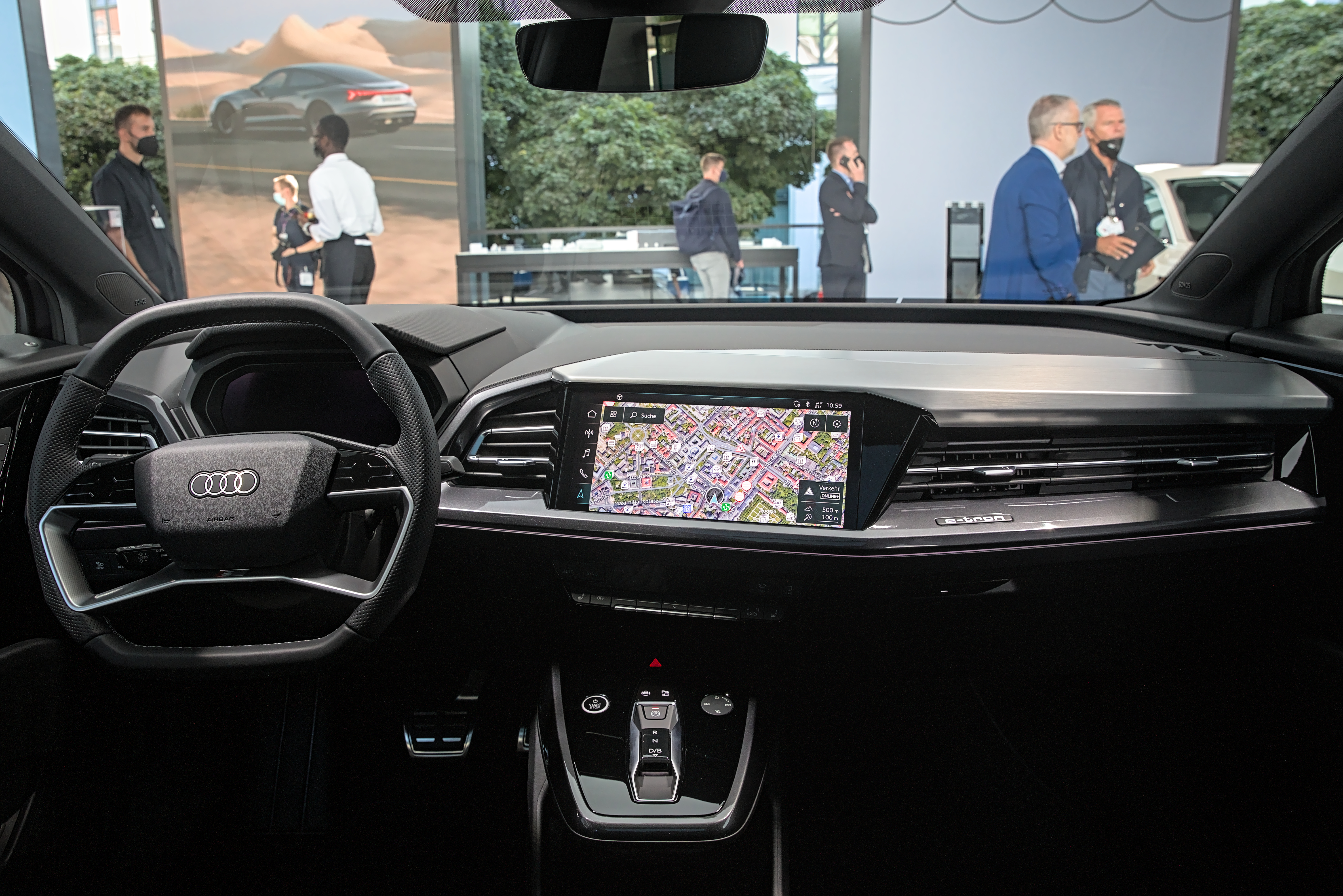
Vue de l’intérieur

L'Audi Q4 e-tron est présentée le 14 avril 2021, un mois avant, le 9 mars 2021, le constructeur a dévoilé les images de la planche de bord du SUV.
En mars 2022, les Q4 et Q4 Sportback e-tron reçoivent une mise à jour logicielle permettant d'accélérer le temps de charge et d'ajouter de nouvelles fonctionnalités. Le système d'infodivertissement évolue et avec les packs MMI Pro et MMI Plus, l'écran tactile peut atteindre 11,6 pouces de diagonale. Cela s'accompagne de l'extension du pack « Style Noir Plus » à toute la gamme, l'intégration de l'assistant virtuel Alexa d'Amazon ou encore l'évolution de l'application myAudi.

### Q4 Sportback e-tron
La version Sportback (SUV coupé) du Q4 e-tron est présentée au salon de l'automobile de Munich 2021, avec un pavillon qui plonge et une lunette très inclinée. Le Q4 e-tron et le Q4 Sportback e-tron partagent la même plate-forme.

## Caractéristiques techniques
Le Q4 e-tron repose sur la plateforme modulaire électrique MEB du Groupe Volkswagen. Le concept Audi Q4 e-Tron se présente comme un SUV compact de 5 portes et 5 places. Il bénéficie d'une longueur de 4,59 m et bénéficie de la transmission intégrale Quattro d'Audi. Il est disponible en SUV coupé Q4 e-tron Sportback.

### Motorisations
Le Q4 e-tron est équipé d'un ou deux électromoteurs selon les versions. Les versions à propulsion sont dotées d'un moteur à l’arrière de 170 ch (125 kW) pour la 35 e-tron ou 204 ch (150 kW) pour la 40 e-tron. La 50 e-tron en transmission intégrale reçoit un moteur à l'avant et un à l’arrière pour une puissance cumulée de 299 ch (220 kW). En conduite normale, le Q4 50 e-tron est une propulsion, le moteur avant ne fonctionne pas, et en conduite plus soutenue ou sportive, la transmission devient intégrale avec les deux moteurs en action. Il y a aussi le Q4 45 de 285 chevaux depuis septembre 2023.
| Logo de Audi              | Audi Q4 e-tron | Audi Q4 e-tron | Audi Q4 e-tron            |
| Logo de Audi              | Q4 e-tron 35   | Q4 e-tron 40   | Q4 e-tron 50              |
| ------------------------- | -------------- | -------------- | ------------------------- |
| Puissance moteur (kW)     | arrière : 125  | arrière : 150  | avant : 125 arrière : 150 |
| Puissance maximale (ch)   | 170            | 204            | 299                       |
| Couple maximal (N m)      | 310            | 310            | 460                       |
| Vitesse maximale (km/h)   | 160            | 160            | 180                       |
| 0-100 km/h (s)            | 9,0            | 8,5            | 6,2                       |
| Transmission              | Propulsion     | Propulsion     | Intégrale                 |
| Masse à vide (kg)         | 1965           | 2125           | 2210                      |
| Batterie                  |                |                |                           |
| Type                      | Lithium Ion    | Lithium Ion    | Lithium Ion               |
| Capacité brute (kWh)      | 55             | 82             | 82                        |
| Capacité utile (kWh)      | 52             | 77             | 77                        |
| Autonomie (WLTP) (km)     | 341            | 521            | 497                       |
| Temps de recharge         |                |                |                           |
| sur une prise domestique  |                |                |                           |
| sur une Wallbox 3,7 kW    |                |                |                           |
| sur une Wallbox 7 kW      |                |                |                           |
| sur une Wallbox 11 kW     |                |                |                           |
| sur une borne 22 kW       |                |                |                           |
| sur une borne 150 kW (DC) |                |                |                           |

### Batterie
Deux batteries sont proposées : la première a une capacité de 52 kWh et autorise une autonomie de 341 km (cycle WLTP), la seconde de 77 kWh pour une autonomie de 521 km. Elle est située entre les essieux, et contribue à la répartition du poids (50/50) et pèse 510 kg.

## Finitions
Les Q4 e-tron et Q4 e-tron Sportback sont disponibles en 4 finitions : 
- Design
- Business Executive
- S Line
- Avus

## Sécurité
À l’été 2021, le Q4 e-tron a été testé pour la sécurité des véhicules par l’Euro NCAP. Il a reçu cinq étoiles sur cinq possibles.

## Chiffres de vente et de production
Production
Au cours de la première année de production, 2021, 27 519 Audi Q4 e-tron ont été construits.
Ventes (en Allemagne
Au cours de la première année de vente, 2021, 4 470 véhicules de la gamme ont été nouvellement immatriculés en Allemagne. Parmi ceux-ci, 1 441 (32 %) avaient une transmission intégrale.

## Concept cars

### Audi Q4 e-tron Concept

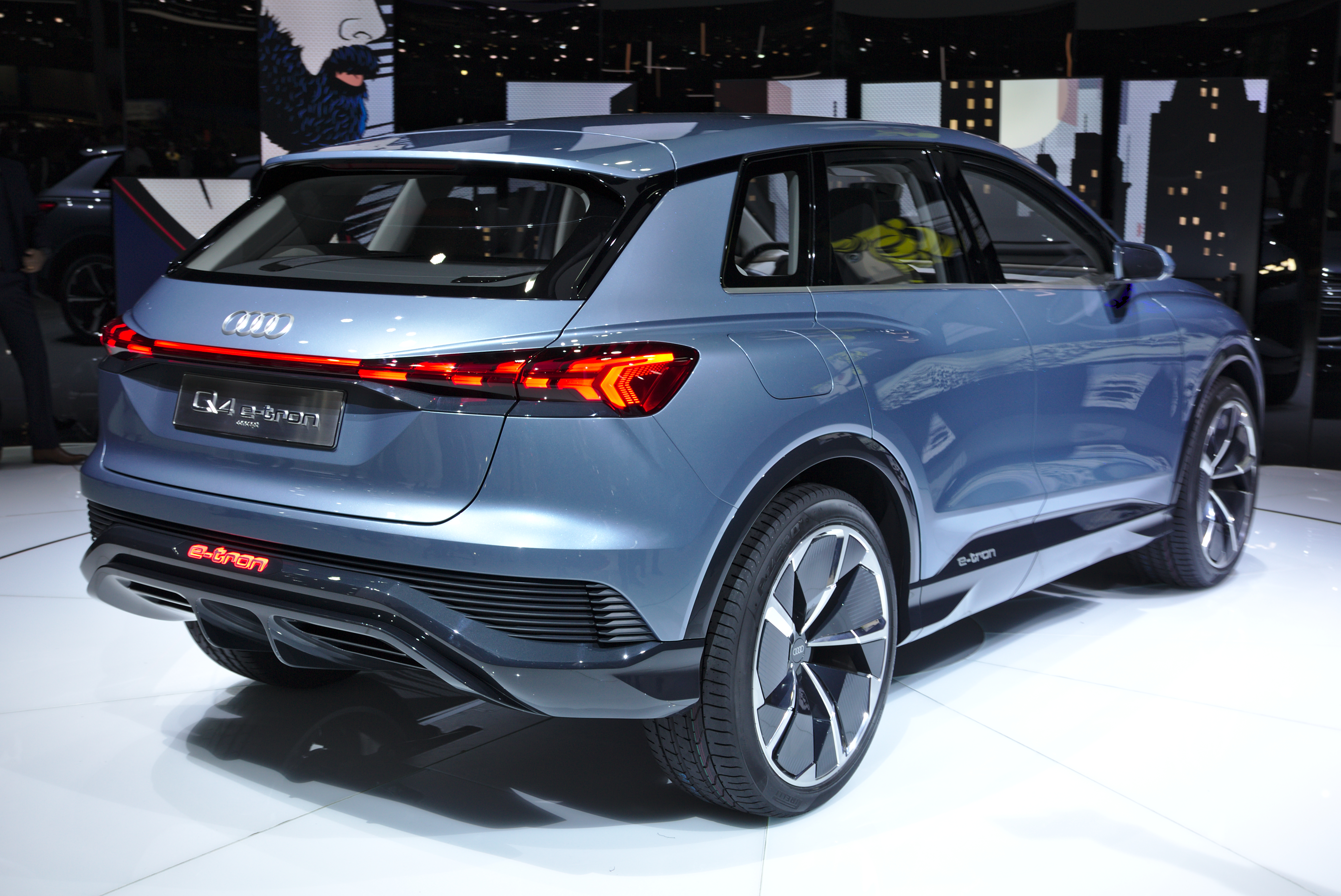
Audi Q4 e-tron Concept

L'Audi Q4 e-tron est préfiguré par le concept-car Audi Q4 e-tron Concept présenté le 7 mars 2019 au salon de Genève.
Le Q4 e-tron concept est un SUV électrique, doté de deux électromoteurs, le premier placé sur le train arrière procure une puissance de 150 kW et 310 N m de couple, et le second placé sur l'essieu avant fournit 75 kW et 150 N m, pour une puissance cumulée totale de 225 kW (306 ch).

### Audi Q4 e-tron Sportback Concept
La version coupé du SUV électrique est préfigurée par le concept car Audi Q4 Sportback e-tron Concept présenté virtuellement le 7 juillet 2020.